# Peter Uglietto
Peter John Uglietto (ur. 24 września 1951 w Cambridge, Massachusetts) – amerykański duchowny katolicki, biskup pomocniczy Bostonu od 2010.

## Życiorys
Święcenia kapłańskie otrzymał z rąk kardynała Humberto Medeirosa w dniu 21 maja 1977 i został inkardynowany do archidiecezji Bostonu. Przez kilkanaście lat pracował jako duszpasterz parafialny. W latach 1990–1993 był kapelanem Regis College w Weston, a w kolejnych latach pracował jako wykładowca i dyrektor Field Education oraz jako rektor seminarium w Weston.
30 czerwca 2010 mianowany biskupem pomocniczym Bostonu ze stolicą tytularną Thubursicum. Sakry udzielił mu kard. Seán O’Malley OFMCap.